# Vagn Walfrid Ekman

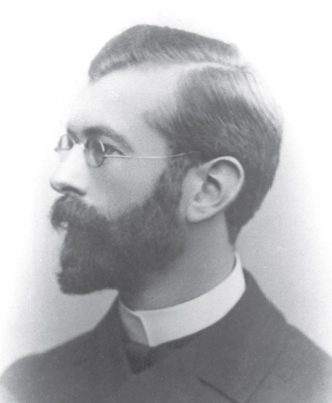
Vagn Walfrid Ekman

Vagn Walfrid Ekman (Stockholm, 3 mei 1874 -  Gostad nabij Stockaryd, 9 maart 1954) was een Zweeds oceanograaf.

## Leven
Ekmans vader, Fredrik Laurentz Ekman, was eveneens oceanograaf.
Walfrid studeerde natuurkunde aan de Universiteit van Uppsala en leerde daar de oceanografie kennen toen hij lezingen van  Vilhelm Bjerknes over stromingsleer hoorde.
Bij een expeditie op het schip 'de Fram' had Fridtjof Nansen ontdekt, dat ijsbergen niet  in de richting van de wind dreven, maar daarvan met een hoek van 20–40° afweken. Op instigatie van Bjerknes kwam Ekman nog als student met de theorie van de Ekmanspiraal om dit fenomeen te verklaren.
Na afsluiten van zijn studie in 1902 ging Ekman werken aan het Internationale Laboratorium voor Oceanografisch Onderzoek in Oslo, waar hij zeven jaar bleef. Van 1910 tot 1939 zette hij zijn theoretische en praktische onderzoek voort aan de Universiteit van Lund als professor voor mechanica en mathematische physica. Zijn onderzoeken naar de relatie tussen windkracht, corioliskracht en wrijving leidden tot verstrekkende ontdekkingen over het ontstaan van en de relatie tussen zeestromingen. In 1935 werd hij lid van de Zweedse academie voor de wetenschappen. Naar Vagn Walfrid Ekman zijn naast de Ekmanspiraal ook het Ekmangetal, de Ekmanlaag en het Ekmantransport genoemd.